# ネコ戦隊びたたま
『ネコ戦隊びたたま』（ネコせんたいびたたま）は、2019年にMBS/TBS系で放送されたミニ番組。実際の猫がコスチュームを着用、人気声優たちが猫の声を担当する「戦隊モノ」である。

## 概要
2019年10月11日から毎週金曜 25:50ごろからMBS／TBS 系全国28局ネット “スーパーアニメイズム”TVアニメ『炎炎ノ消防隊』の後に放送スタート。同時にネット配信もされた。TV放映は12話までで13話は配信限定、14話にはDVD特典として収録。

## あらすじ
いつも自由気ままな猫たち。しかし実は裏で、町の平和を守っているのが彼らだとしたら？それは言い過ぎにしても、彼ら自身には、自分たちが町の平和を守っているという使命感があったとしたら？
飼い主の家をふらっと抜けだし、基地に集結する猫たち。彼らの名はネコ戦隊「びたたま」。町を混乱に陥れ、世界征服を企む悪の秘密結社「マタタビ団」の魔の手から、今日もこの町を守っている。

## 登場キャラクター

### ネコ戦隊びたたま
びたたまレッド / トント
声 - 森田成一
熱血・正義漢だが、時々空回り。
びたたまブルー / オマリー
声 - 高橋良輔
クールでニヒルな一匹狼。頭の回転が速い。
びたたまイエロー / 寅
声 - 杉田智和
マイペースで大雑把だが力持ち。時々乱暴。
びたたまピンク / エミ
声 - 内田真礼
ツンデレなヒロイン。
びたたまグリーン / シモーヌ
声 - 宮本侑芽
知的でロジカルな理系女子。
びたたまゴールド
声 - 杉田智和
ネコ戦隊びたたまの司令官。金の招き猫の姿をしている。

### マタタビ団
ニャオウ
声 - 稲田徹
ミケーニャ
声 - 上田麗奈

### ナレーション
声 - 杉田智和

## スタッフ
- 監督：松宏彰
- 脚本：オークラ
- 撮影：高橋祐太（KATT inc.）
- 衣装：田母神 光恵（グーゴルプレックス・エンタープライズ）、白鳥裕也
- グラフィックデザイン：木村俊彦
- イラストレーション：ケイタイモ
- VFX：岸田朝香
- 音楽：佐高陵平（Hifumi,inc.）
- 音響監督：立石弥生
- 音響制作：ビットプロモーション
- HP制作：福田 寛（カラコール）
- 制作プロダクション：グーゴルプレックス・エンタープライズ
- ロケーション協力：ねこランド春日部西口店、ポコメロ、ビリヤニハウス、藤海産
- 製作：PONY CANYON

## 各話リスト
- 第1話「われら、ネコ戦隊びたたまだにゃん！」
- 第2話「じゃらしーは楽しいにゃん！」
- 第3話「ヤツらがマタタビ団だにゃん！」
- 第4話「ヒーローたるもの決めポーズが必要だにゃん！」
- 第5話「ブルーがいないにゃん？」
- 第6話「ニャンスタのフォロワーが増えないにゃん？」
- 第7話「モニタージャックでクイズ大会だにゃん！」
- 第8話「オス猫はつらいにゃん」
- 第9話「猫ラジオで採用されたいにゃん」
- 第10話「食欲の秋はつらいにゃん」
- 第11話「悪い奴らでもお歳暮を贈るにゃん」
- 第12話「迷い猫オマリー目撃談が多数だにゃん」
- 第13話「マタタビ団と最終決戦だにゃん」
- 第14話「入れ替わりは大変だにゃん」（DVD収録のみ）

## ソフト
- DVD「ネコ戦隊びたたま」2020.3.25 ポニーキャニオン